# تنزی پرو دیتیلینگ
تنزی پرو دیتیلینگ (به انگلیسی: Tenzi ProDetailing) در سال 1999 به عنوان یک شرکت خصوصی فروش و تولید کننده مواد شیمیایی حرفه ای در استان اسکاربیمیرزیس Skarbimierzyce لهستان تحت نام تنزی (TENZI) توسط کوین کارول و استیو مارک تأسیس شد. کیفیت محصولات برند تنزی توسط گواهی ISO 9001:2015 یا استاندارد BRC تضمین شده است و محصولات این شرکت در چهار قاره و در 50 کشور به فروش میرسد. این برند تولید کننده انواع مدل سرامیک خودرو و محصولات نگهداری و دیتیلینگ خودرو می باشد و نشان اتحادیه اروپا (EU) را دارد.

## جوایز
این شرکت همچنین عناوین Gepardy Biznesu 2019، 2020 و 2021 اعطا شده توسط موسسه تجارت اروپایی را دریافت کرد.
TENZI همچنین برنده مسابقه Strong Trustworthy Companies 2021 بود که بر اساس مجموع مکان های مسابقه Gepardy Biznesu و مسابقه شرکت موثر ترتیب داده شده است. همچنین عنوان الماس اقتصاد لهستانی 2021 را برای ارزش بازاری که بیش از 160 میلیون PLN تخمین زده شده است، کسب کرد.

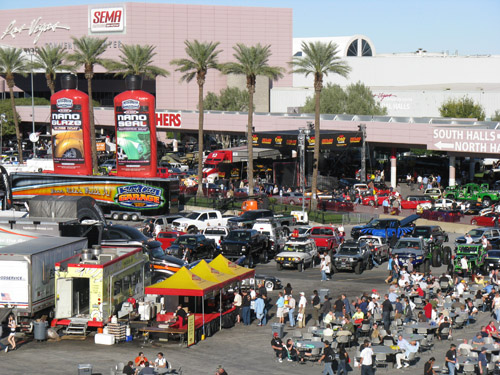
SEMA 2008 Las Vegas

در سال 2022 این کمپانی در نمایشگاه بین‌المللی خودرو سما شو SEMA Show در شهر لاس وگاس در ایالت نوادا واقع در ایالات متحده آمریکا شرکت و محصولات خود را به عرضه گذاشت ودر بین محصولات تنزی پرو دیتیلینگ سرامیک خودرو مدل Diamond Drop به عنوان سه محصول برتر در سال 2022 شناخته شد.